# 切內伊鄉

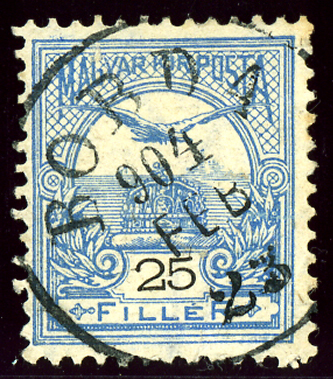

45°43′N 20°54′E / 45.717°N 20.900°E
切內伊鄉（羅馬尼亞語：Comuna Cenei, Timiș），是羅馬尼亞的鄉份，位於該國西部，由蒂米什縣負責管轄，面積60平方公里，海拔高度77米，2002年人口2,808，人口密度每平方公里47人。